# Глинка (озеро, Чернигов)
Глинка (укр. Глінка) — озеро, расположенное на территории Новозаводского района Черниговского горсовета (Черниговская область). Тип общей минерализации — пресное. Группа гидрологического режима — бессточное.

## География
Длина — 0,12 км. Ширина наибольшая — 0,05 км, средняя — 0,02 км. Озёрная котловина длиной 0,12 км и шириной 0,07 км.
Озеро расположено на надпойменной террасе Стрижня в днище неглубокой балки, что западнее исторически сложившейся местности Ремзавод: между улицей Литовская и Гомельским переулком — соответственно территории гаражных кооперативов (№ 20 и № 39) и нежилая застройка (территория ГП завод стройматериалов № 2), частично усадебная застройка. Озёрная котловина округлой формы, при падении воды — С-образной формы. Летом мелеет. Непосредственно северо-восточнее расположено безымянное озеро. Впадает пересыхающий ручей в озёра.
Берега пологие. Берега и водное зеркало зарастают прибрежно-водной растительностью. Берега заняты лиственными породами деревьев.
Питание: поверхностный и подземный сток. Зимой замерзает.